# Ludolph Anne Jan Wilt Sloet van de Beele
Ludolph Anne Jan Wilt baron Sloet van de Beele (Voorst, 28 maart 1806 — Arnhem, 10 december 1890) was een Nederlands historicus, koloniaal bewindsman en Thorbeckiaans Tweede Kamerlid.

## Leven
Hij studeerde te Utrecht Rechten en promoveerde aldaar in 1830. In 1831 maakte hij met zijn broer Bartholomeus Sloet tot Oldhuis de Tiendaagse Veldtocht mee. Hij was achtereenvolgens advocaat en procureur te Zutphen, griffier van de Staten van Gelderland, president van de raad van toezicht op de Staatsspoorwegen, van 1861 tot 1866 gouverneur-generaal van Nederlands-Indië, waar hij de liberale hervormingen van Fransen van de Putte uitvoerde, en daarna lid van de Tweede Kamer. Na enig verblijf te Leiden woonde hij in de laatste jaren te Arnhem, waar hij zijn geleerde nasporingen en werkzaamheden afwisselde met de bevrediging van zijn zin voor het natuurleven. Hij overleed daar op 10 december 1890. Historicus Johan Julius Sigismund Sloet was een zoon van hem.

## Werk
Het jachtbedrijf onzer voorouders (Arnhem 1849); Bijdrage tot de kennis van Gelderland (Amsterdam 1852-1855); Beschrijving van den watervloed in Gelderland in 1885 met kaart, (met de hoofd-ingenieur Fijnje) (Amsterdam 1856); Mijn verblijf te Kissingen, met platen (Amsterdam 1857); een Latijns werk van Wilhelmus de Berchen over de oude Gelderse adel ('s-Grav. 1870).
Zijn hoofdwerk is het voortreffelijke: Oorkondenboek der graafschappen Gelre en Zutfen tot den slag van Woeringen ('s-Hage 1872-1875); De heilige Ontkommer of Wilgefortis ('s-Hage 1883); De dieren in het Germaansche volksgeloof en volksgebruik, aldaar 1887-1888); De Planten in het Germ. volksgeloof en volksgebruik, aldaar 188.
In de Vaderlandsche Letteroefeningen schreef hij: Over de kenteekenen der echtheid van oorkonden (1837), in de Nederlandsche Jaarboeken voor rechtsgeleerdheid en wetgeving: Het Kondichboek der stad Zutfen (VII), Rechten en gewoonten der Hortmermark (IX)); in de Nieuwe bijdragen voor Rechtsgeleerdheid: Het Keurboek der stad Doetinchem; in de Bijdragen voor Vaderlandsche Geschiedenis en Oudheidkunde: Stukken betrekkelijk de onderhandelingen in het jaar 1675 te Lübeck gevoerd door de Gelderse Hanzesteden en Deventer met de Duitse Hanzesteden, (I); Zutfen voor het Veemgericht (II)); Berigt aangaande eene belangrijke oorkonde van het jaar 1190 (III)); Bijdrage tot de geschiedenis der Heidenen in Gelderland (V)); Aanteekeningen op Bondam Charboek (V)); Overzicht van den landbouw in Duitschland tot het midden der IXe eeuw (VIII)); Over het zinnebeeldige van de Oud-Geldersche water- en dijkrechten (IX)); in de Nieuwe Reeks der Bijdragen: Marken op de Veluwe (I)); De rechten van Loel, Milster- en Waverloholt (V)); Mededeeling uit de archieven van Van Spaen (VI)); Over den giftbrief betreffende Broek, thans Biljoen, van 1076 (VI)); Episoden uit de geschiedenis van Doetinchem tusschen de jaren 1585 en 1599 (VII)); Eene wonderdoende pijp van den rechterarm der H. Moeder Anna te Hattem (VIII) Des hertogs huis te Hattem (VIII). In het Tijdschrift voor Staathuishoudkunde en Statistiek: De Rijnvaart (X)); over Agaten (XX).
In de Mededeelingen en Verslagen der Koninklijke Nederlandse Akademie van Wetenschappen: Over een band met middeneeuwsche hss., te Arnhem gevonden (III); Mededeeling omtrent een hs. te Nijmegen over den Ridder met de Zwaan (XII)); De dijkgraaf van Hattem wegens eene dijkgave van het jaar 1414 gedaan met geestelijk recht vervolgd te Oldenzaal, Keulen, Constanz en Rome (2e reeks III). In de Verhandelingen dier Academie: Eene actio spolii volgens het kanonieke recht in het jaar 1229 (1872)); Eene inleiding in erfgrond volgens het burgerlijke recht in 1242 (1872)); Het adellijk stift te Bedburg en zijne juffers (1879)); In de Handelingen van de Maatschappij der Nederlandsche Letterkunde te Leiden: Hoe Van Spaen gekomen is aan verscheidene oorkonden van Duitschen oorsprong (1868). In Konst- en Letterbode: Nederl plantennamen (1861). In De Taal-en Letterbode: Eenige oude Veluwsche woorden, die taalkundige opheldering schijnen te verdienen (2de jaargang). In de eerste jaargangen van den Gelderschen Volksalmanak staan twee stukken getiteld: Ridder Waessink, en Over Oudheden op de Veluwe. In De Gids: De roos, de koningin der Bloemen. Onder de titel Van Als werden verspreide opstellen als hs. verzameld en overgedrukt, Arnhem 1871.

## Tweede Kamer
| Periode                                                                                                 |
| --- |
| 13-02-1849 t/m 19-08-1850 07-10-1850 t/m 25-04-1853 14-06-1853 t/m 16-09-1856 17-09-1856 t/m 14-09-1860 |

Gouverneur-generaal van de VOC

Both · 
Gerard Reynst · 
Reael · 
Coen · 
Carpentier · 
Coen · 
Specx · 
Brouwer · 
Van Diemen · 
Van der Lijn · 
Carel Reyniersz · 
Maetsuycker · 
Rijcklof van Goens · 
Speelman · 
Camphuys · 
Van Outhoorn · 
Van Hoorn · 
Van Riebeeck · 
Van Swol · 
Zwaardecroon · 
De Haan · 
Durven · 
Van Cloon · 
Patras · 
Valckenier · 
Thedens · 
Van Imhoff · 
Mossel · 
Van der Parra · 
Van Riemsdijk · 
De Klerk · 
Alting

 

Gouverneur-generaal van staatswege

Van Overstraten · 
Siberg · 
Wiese · 
Daendels · 
(Britse interventie: Raffles en Fendall) · 
Van der Capellen · 
De Kock · 
Du Bus de Gisignies · 
Van den Bosch · 
Baud · 
De Eerens · 
Van Hogendorp · 
Merkus · 
Jan Reijnst · 
Rochussen · 
Duymaer van Twist · 
Pahud · 
Prins · 
Sloet van de Beele · 
Prins · 
Mijer · 
Loudon · 
Van Lansberge · 
s'Jacob · 
Van Rees · 
Pijnacker Hordijk · 
Van der Wijck · 
Rooseboom · 
Van Heutsz · 
Idenburg · 
Van Limburg Stirum · 
Fock · 
De Graeff · 
De Jonge · 
Tjarda van Starkenborgh Stachouwer
- Biografisch Portaal: 73714027
- Digitale Bibliotheek voor de Nederlandse Letteren: sloe002
- Gemeinsame Normdatei: 172377498
- International Standard Name Identifier: 0000 0001 1113 028X
- Library of Congress Control Number: n85322347
- Nederlandse Thesaurus van Auteursnamen: 070003459
- Parlement.com: vg09ll8o7fys
- Virtual International Authority File: 161424910
- WorldCat: E39PBJcR8qfRH9QKHMF4gQxbh3